# Giggenbach Ridge
Giggenbach Ridge är en bergstopp i Antarktis. Den ligger i Östantarktis. Nya Zeeland gör anspråk på området. Toppen på Giggenbach Ridge är 2 400 meter över havet.
Terrängen runt Giggenbach Ridge är bergig åt nordost, men åt sydväst är den kuperad. Trakten är obefolkad. Det finns inga samhällen i närheten. 